# Maurice Janets
Ne pas confondre avec Maurice Janet (1888-1983), mathématicien français
Maurice Janets (1896 - 1980) est un syndicaliste enseignant français.
Il était professeur agrégé de grammaire et a été militant socialiste SFIO, syndicaliste, secrétaire général du Syndicat des professeurs de lycée de la FGE-CGT (1931-1937), du SPES (1937-1940) et du SNES (1944-1946).

## Biographie
Né le 23 janvier 1896 à Orange (Vaucluse), il suit ses études secondaires au Lycée Henri-IV de Paris et obtient le baccalauréat en 1913. Il commence des études de lettres à la Sorbonne mais doit les interrompre lorsqu’il est mobilisé en 1916. Libéré de ses obligations en 1919, il reprend ses études à Lille, et entame sa carrière d’enseignant à Cambrai, comme professeur délégué, puis après son succès à l’agrégation, au Lycée de Nevers en 1924.
Nommé au Lycée de Chartres en 1925, il est ensuite muté à Neuilly-sur-Seine en 1930 et au Lycée  Montaigne de Paris l’année suivante.
Engagé politiquement au sein de la SFIO dès 1920, il est élu conseiller municipal socialiste de Chartres juste avant sa mutation pour la région parisienne.
Après son arrivée à Neuilly, il s’implique prioritairement dans le syndicalisme. Pratiquant la double affiliation au syndicat autonome (le “S3”) et au petit syndicat CGT des professeurs de lycée, c’est dans ce dernier qu’il prend des responsabilités. Il en devient le secrétaire général de 1931 à 1935. En 1933, il est secrétaire de la section de la région parisienne de la fédération générale de l’enseignement CGT. Partisan de l’unité avec la fédération unitaire (membre de la CGTU), il impulse des actions locales communes dès cette période et devient assez naturellement, après la réunification de décembre 1935 entre la FGE (CGT) et la FU (CGTU) le secrétaire général du nouveau syndicat national des professeurs de lycée.
Après un ultime échec à faire adhérer le S3 à la CGT, en 1937, Janets fait partie des majoritaires qui le quittent pour créer le SPES, dont il devient le secrétaire général. Il le reste jusqu’à la dissolution du syndicat par les autorités de Vichy, en 1940.
En 1939, il refuse d’engager des procédures d’exclusion des militants communistes du SPES, à la suite de la signature du pacte germano-soviétique. Mobilisé en septembre, il est libéré en février 1940, et reprend ses fonctions juste avant la dissolution du syndicat.
Engagé dans le syndicalisme résistant, en relation avec le réseau Libération-Nord, il participe au bureau clandestin de la Fédération Générale de l’Enseignement (FGE) reconstitué en 1941, au comité de résistance universitaire à partir de 1942, et prend dès 1943 les contacts avec les ex-autonomes du SNALC (nouveau nom du “S3” après 1937) pour la constitution d’un syndicat unifié du secondaire.
En décembre 1944, c’est la concrétisation de ce projet avec la création du SNES,, dont Janets est secrétaire général.
Membre de la Commission Langevin-Wallon à la Libération, il est aussi secrétaire de la commission corporative de la FGE-CGT en 1945-46.
Ses prises de positions sur le reclassement (création d’un “cadre supérieur” transitoire entre l’existence d’un cadre parisien et d’un cadre provincial, et le “cadre unique” qui était un mandat ancien) suscitèrent de vives oppositions dans le SNES, précipitant sans doute sa décision de ne pas solliciter le renouvellement de son mandat de secrétaire général, lors du congrès de Pâques 1946.
Responsable de la commission de l’enseignement à l’étranger jusqu’en 1947, il prend progressivement des distances avec le syndicalisme à partir de cette date.
Partisan, par fidélité, à la SFIO, dont il était toujours membre, du passage à FO en 1948, il n’alla cependant pas jusqu’à figurer sur la liste “FO” pour l’élection à la C.A. nationale de 1949, mais pratiqua la double affiliation individuelle à la FEN-FO.
Élu à la CAPN des agrégés en 1948, il réorienta son activité militante vers l’action politique, notamment dans l’animation de La Revue Socialiste, tout en restant adhérent du SNES, même après sa retraite, en 1961.
Il meurt le 29 juillet 1980 à Moulins (Allier),.